# Holzbach (Rhein)
Der Holzbach ist ein etwas über fünf Kilometer langer aus dem Taunus kommender rechter Zufluss des Rheins im rheinland-pfälzischen Rhein-Lahn-Kreis. Das untere Holzbachtal ist als Blüchertal bekannt. Mit dem Oberlauf hat der Holzbach Anteil an naturräumlichen Untereinheit Mittelrheintaunus und mit dem Unterlauf an der Untereinheit Bacharacher Tal.

## Geographie

### Verlauf
Der Holzbach entspringt im westlichen Hintertaunus südlich der Ortslage von Weisel in einem sanften Muldental und fließt in südwestlicher Richtung zunächst mit mäßigem Gefälle durch die offene Feldflur des Ortes, begleitet von der Landstraße 339. Schon vor Erreichen des ehemaligen Schieferbergwerks Victoriastollen werden die den Bach begleitenden Talhänge immer steiler und sind mit Wald bewachsen. Auf den letzten zwei Kilometern, von dem Abzweig der Straße nach Dörscheid an, wo das Kauber Schwimmbad errichtet worden war, hat der Holzbach und mit ihm die ihn begleitende Landstraße, in einem engen Kerbtal ein durchschnittliches Gefälle von etwa 10 %, um die letzten 200 Höhenmeter bis zur Mündung in den Rhein bei Kaub zurückzulegen. Der rechte Talhang ist hier als Südhang mit Weinbergen bewachsen, während der linke Talhang weiterhin Wald trägt. Südlich des Talausgangs liegt auf einem Felssporn die Burg Gutenfels. In der Ortslage von Kaub ist der Bach unterirdisch verrohrt.

### Zuflüsse
Im Folgenden werden die Zuflüsse des Holzbachs von der Quelle zur Mündung genannt. Angegeben wird der Gewässername, die orografische Lage, die Länge in Kilometer (km) und die Größe des Einzugsgebiets in Quadratkilometer (km²) nach den Angaben des GeoPortals Wasser Rheinland-Pfalz
- Bach vom Heiligenberg (rechts), 0,7 km, 1,23 km²
- Angstberggraben (rechts). 0,3 km, 0,29 km²

## Geschichte
In der Neujahrsnacht 1813/1814 zog die Schlesische Armee unter dem Kommando von Feldmarschall von Blücher von Weisel nach Kaub durch das Holzbachtal, um dort den Rhein zu überqueren. Seitdem ist das Tal als Blüchertal bekannt. Näheres hier.